# Billet de 200 dinars algériens
Recto
Verso
Le billet de 200 dinars est le deuxième billet en dinars algériens par ordre croissant de valeur. Mis en circulation en 1996.
C'est le deuxième plus grand billet du dinar algérien, mesurant 140 sur 100 millimètres et de couleur brun rougeâtre. Il représente les symboles de histoire de l'Algérie, période de la pénétration de l'Islam.
Le billet de 200 DA possède de nombreuses caractéristiques de sécurité telles qu'une pastille holographique, des guilloches, des figures géométriques, un filigrane, un fil de sécurité et des micro-impressions, qui certifient son authenticité.

## Historique

Recto du premier billet de 200 dinars.

Les premiers billets de 200 dinars algériens ont été émis en 1983, avec un design qui ne ressemble pas aux nouveaux émis depuis 1992, et ils se trouvent toujours en circulation avec les nouveaux billets à cause du manque de liquidités dans le pays.
Les anciens billets sont dans une situation de dégradation, et c'est la raison pour laquelle les députés se sont adressés à Mohamed Laksaci le gouverneur de la banque d'Algérie, pour résoudre ce problème. En octobre 2008 le gouverneur a annoncé que la banque d'Algérie allait lancer une opération de «renouvellement» des billets de 200 dinars.
En 2012 une nouvelle pièce avec la même valeur que le billet de 200 dinars a été émise, et 95 % des billets de 200 dinars abîmés ont été détruits par l’incinérateur de la banque d’Algérie, et le reste sera détruit en 2013.

## Design

Signature du vice-gouverneur de la Banque d'Algérie, Mohammed Laksaci.

Le billet de 200 DA est la quatrième coupure en dinar algérien avec la valeur la plus haute, mesurant 140 sur 100 millimètres et de couleur brun-rougeâtre. Il représente les symboles de l'histoire de l’Algérie, période de la pénétration de l'Islam : une scène de lecture du Coran, dans une école traditionnelle ainsi que des Kalâm (symboles de la pénétration de l'Islam en Algérie comme ils l'ont été au début du message coranique) sur le recto et des motifs décoratifs et des symboles issus du message coranique (mosquée, sept cercles concentriques symbolisant les sept cieux superposés et des branches de figuier et d'olivier) sur le verso.
Comme sur tous les billets en dinar algérien, on peut observer la dénomination de la coupure (200) et son nom en arabe (مائتا دينار) en plus du nom de la banque d'Algérie en arabe (بنك الجزائر), la signature du directeur général de la direction générale de la caisse générale et du gouverneur de la banque d'Algérie Guerdoud Mustapha (1992-2009), et celle du vice-gouverneur de la Banque d'Algérie Mohamed Laksaci (1997-2001).

### Caractéristiques de sécurité
En trois couleurs juxtaposées sur le verso, le fond de sécurité inclut des figures géométriques, des guilloches, des micro-impressions, des textes graphiques et des motifs décoratifs du thème de la vignette. Deux phrase en langue nationale Banque d'Algérie  (بنك الجزائر) sur la partie supérieure de la vignette, et deux cents dinars (مائتا دينار) sur la partie inférieure gauche de la vignette. Une mention en langue arabe de l'article 197 du code pénal punit les contrefacteurs. Le nombre « 200 » positionné horizontalement sur les deux angles supérieur droit et inférieur gauche de la vignette.
Sur le recto en trois couleurs juxtaposées on retrouve des fonds de sécurité identiques au verso en plus des signatures, la date et les numéros.
Un filigrane reproduisant des têtes de cheval barbe en continu, à l’intérieur d'une bande verticale située à gauche du billet au recto et à droite au verso.

## Contrefaçon
Le billet de 200 DA émis dans les années 1990, est le moins contrefait contrairement aux billets de 1 000 DA.